# Wizlaw I av Rügen
Wizlaw I av Rügen, född cirka 1180, död 7 juni 1250, var regerande furste av Rügen från 1221 till 1250. 
Wizlaw var son till furst Jaromar I av Rügen och Hildegard Knutsdatter, dotter till kung Knut V av Danmark. Han nämns för första gången 1193. År 1219 deltog han i en expedition till Estland. 
Wizlaw efterträdde sin bror Barnuta som furste 1221. Han stred i tjänst hos Valdemar II av Danmark i Slaget vid Mölln 1225 och Slaget vid Bornhöved 1227. Wizlaw bibehöll Rügens vasallställning gentemot Danmark. Han beviljade 1234 Stralsund stadsrättigheter. 
Under hans regeringstid nådde Furstendömet Rügen sin största utsträckning.

## Familj
Wizlaw var gift med Margareta (född före 1200, död 5 mars 1232), dotter till kung Sverker den yngre av Sverige och Benedikta Ebbesdotter och troligen systerdotter till ärkebiskop Absalon i Lund. Han fick barnen: 
1. Jaroslaw (* efter 1215, † 1242 / 1243), 1232 till 1242 dekanus i Rügen och Tribsees
2. Peter (efter * 1215, † 1237)
3. Wizlaw (ca 1220, † 1243/44)
4. Burislaw (* före 1231, † 1237)
5. Nicholas (* före 1231, † 1237)
6. Jaromar II (* 1218, † 1260), hans efterträdare (medregent från 1245)